# Musei di Torino
Tra le grandi città italiane, Torino è tra le più ricche di musei artistici, storici e scientifici: vi si trovano infatti quattro musei nazionali (museo del cinema, dell'automobile, della montagna, e del risorgimento) e numerosi altri di grande rilevanza , primi fra tutti il museo egizio, che ospita un'imponente collezione fra le prime al mondo, e i musei reali.
Nel 2015 il sistema museale dell'area metropolitana torinese ha accolto un totale di 4,7 milioni di visitatori. Nel 2017 la classifica "Travelers' Choice Musei" di TripAdvisor ha premiato l'Egizio (primo), il Museo nazionale del cinema (settimo) e quello dell'automobile (nono), mentre Il Giornale dell'Arte ha certificato che, in riferimento al 2016, la Venaria si è affermata come quinto museo d'Italia per numero di visitatori, l'Egizio settimo e quello del cinema nono.

## Musei e gallerie
Il seguente è un elenco dei musei di Torino, alcuni dei quali visitabili con un abbonamento annuale.

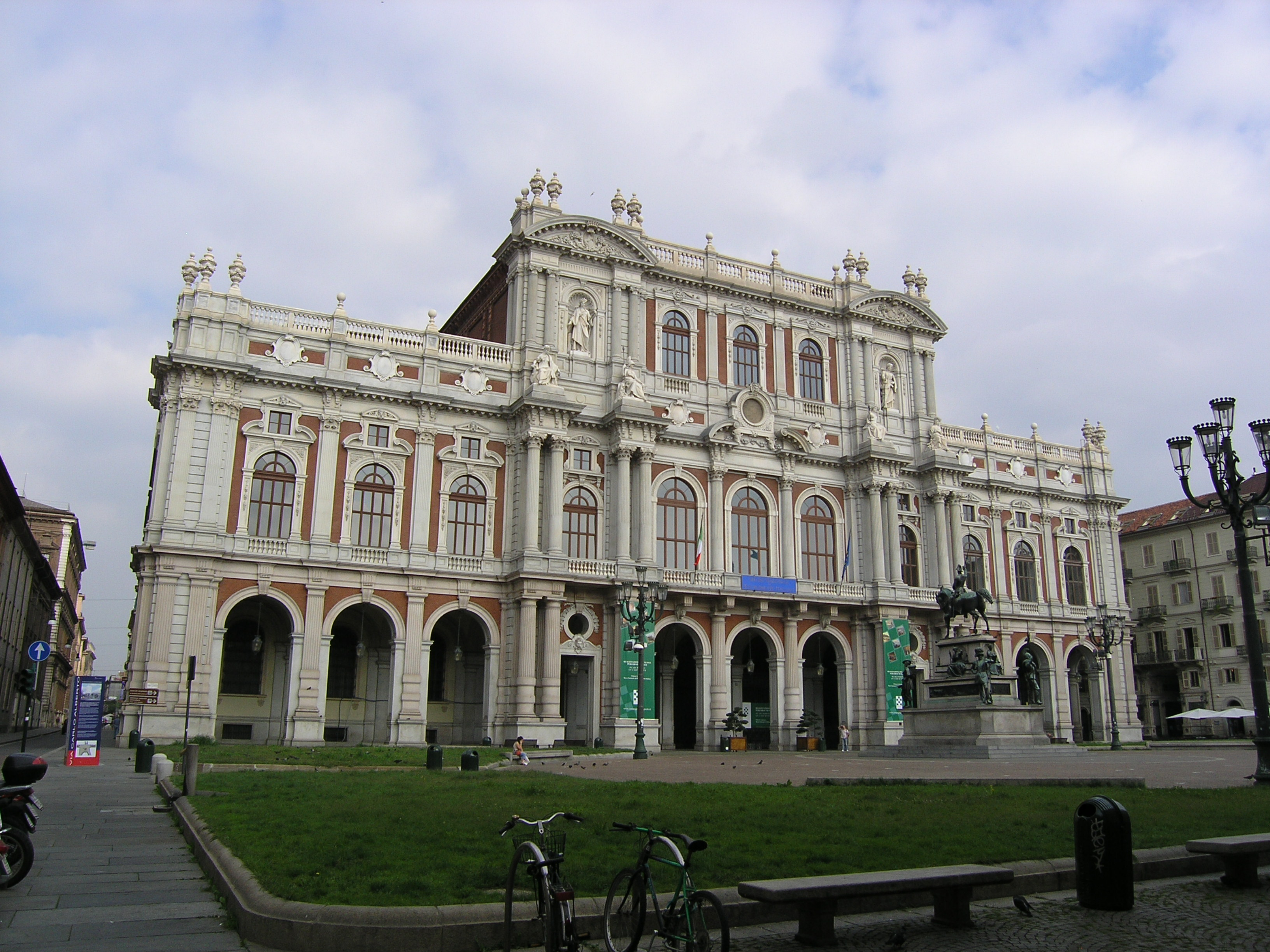
Museo Nazionale del Risorgimento

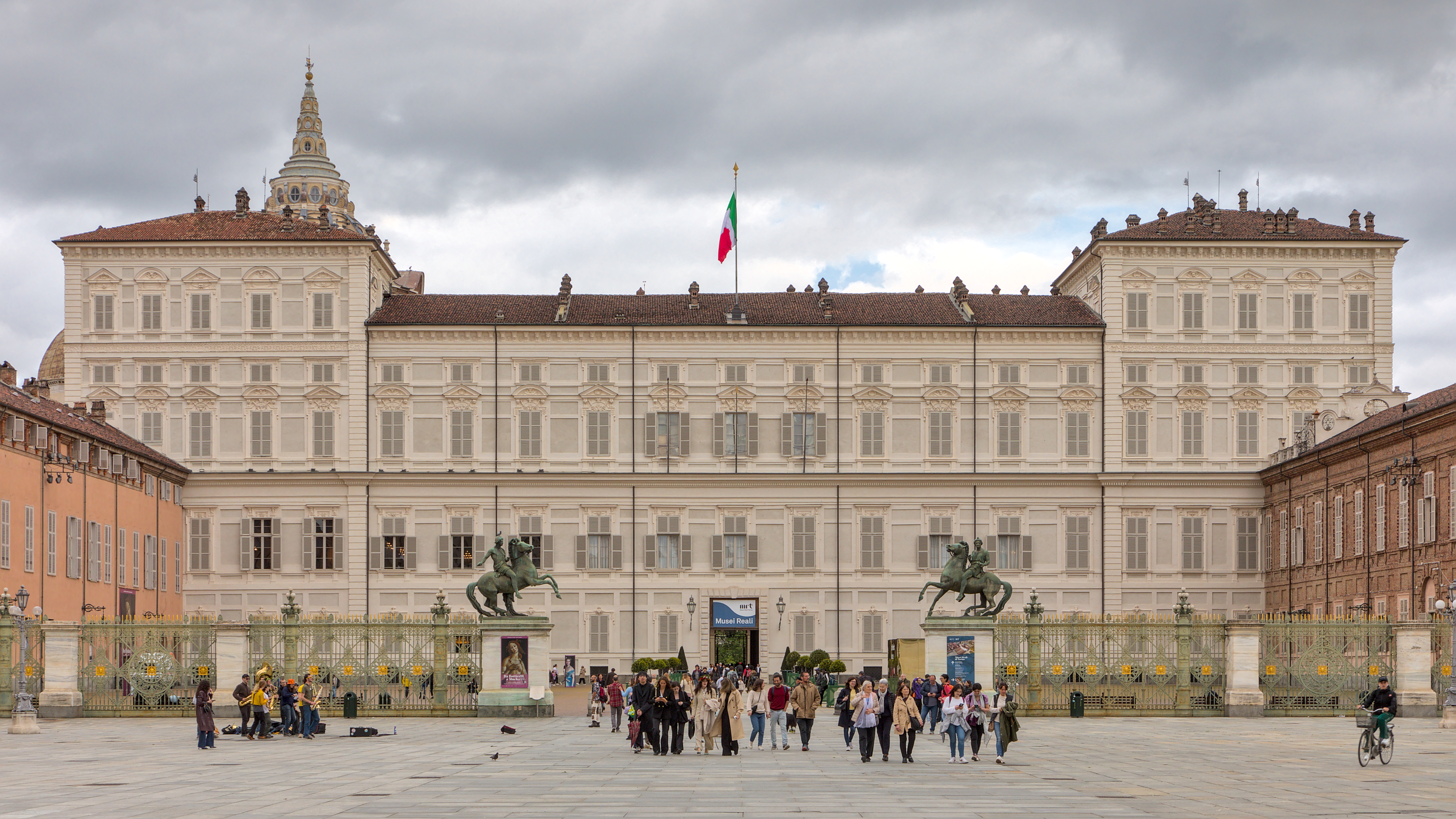
Palazzo Reale

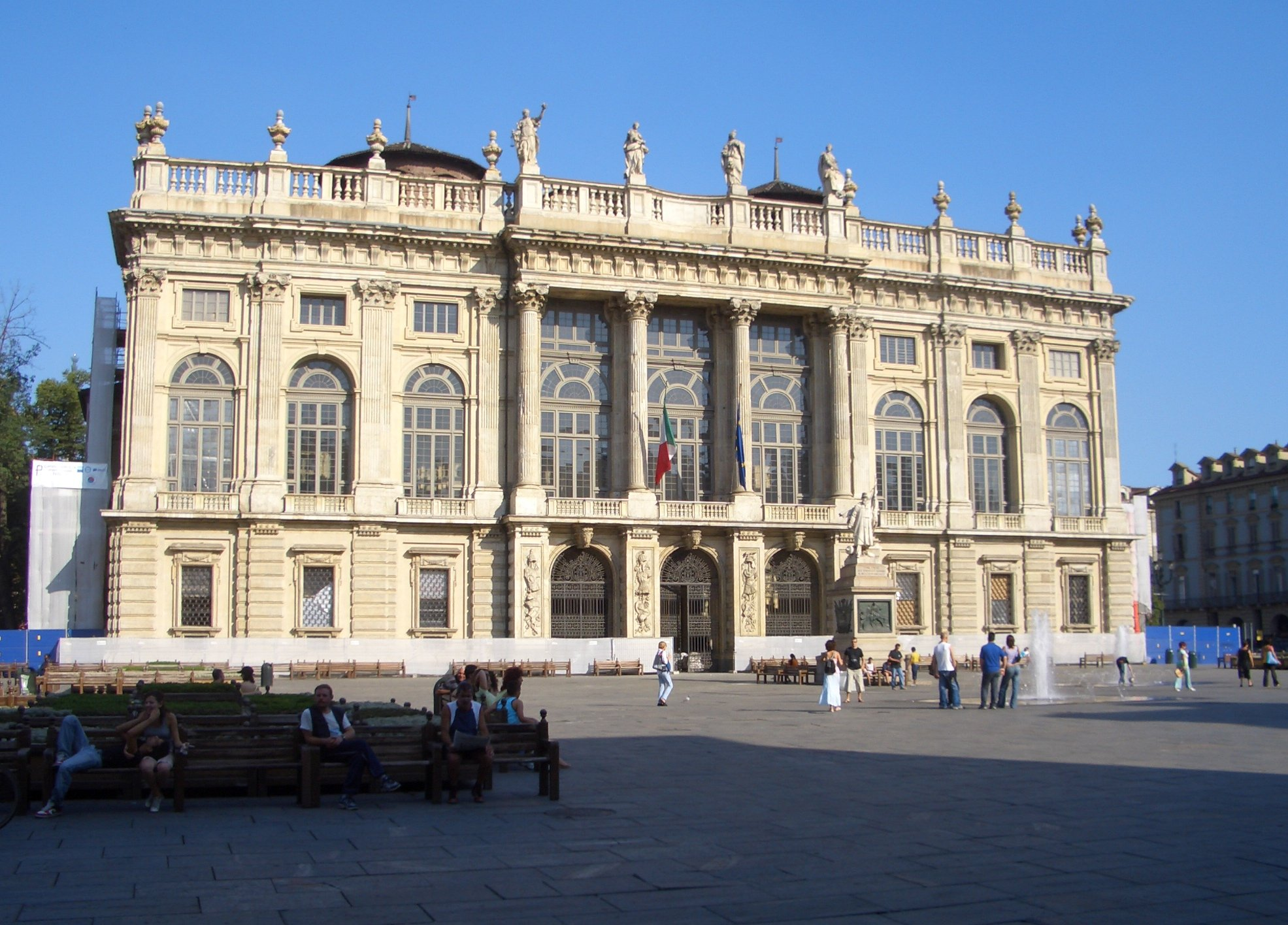
Palazzo Madama

### Musei statali
Musei a gestione statale, tramite la Soprintendenza, il Polo Museale del Piemonte ed enti ed istituzioni statali
- Museo Egizio
- Museo storico nazionale dell'artiglieria
- Palazzo Carignano
- Palazzo Chiablese
- Musei Reali
  - Palazzo Reale di Torino
  - Armeria Reale
  - Biblioteca Reale (Torino)
  - Galleria Sabauda
  - Giardini Reali di Torino
  - Museo di antichità
- Villa della Regina

### Musei regionali
- Museo Regionale di Scienze naturali
  - Experimenta
- Palazzo Benso di Cavour

### Musei comunali
Diversi musei torinesi sono gestiti dalla Fondazione Torino Musei, nata ufficialmente l'8 luglio 2002, con la firma del sindaco Sergio Chiamparino.
- Borgo e Rocca Medioevale
- GAM - Galleria Civica d'Arte Moderna e Contemporanea
- Museo civico d'arte antica e Palazzo Madama
- MAO - Museo d'Arte Orientale

### Musei universitari
- Castello del Valentino
- Pinacoteca dell'Accademia Albertina di Belle Arti
- Museo Virtuale del Politecnico di Torino
- Museo di Anatomia umana "Luigi Rolando"
- Museo di Antropologia Criminale "Cesare Lombroso"
- Orto botanico
- Museo di Antropologia ed Etnografia (MAET)

### Musei di istituzioni religiose
- Museo della Sindone
- Museo diocesano

### Musei privati
- Archivio storico museo Italgas
- Centro Storico Fiat
- Ecomuseo urbano di Torino
- Fondazione Merz
- Fondazione Teatro Regio
- Fondazione Sandretto Re Rebaudengo
- Gallerie d’Italia
- J-Museum
- MAUTO - Museo Nazionale dell'Automobile "Carlo Biscaretti di Ruffia"
- MIAAO - Museo Internazionale Arti Applicate Oggi
- Museo A come Ambiente
- MAU - Museo d'Arte Urbana
- Museo del fantastico e della fantascienza
- Museo del carcere Le Nuove
- Museo del risparmio
- Museo dell'astronomia e Planetario di Torino
- Museo della Frutta - Collezione "Francesco Garnier Valletti"
- Museo della Marionetta
- Museo della Radio e della Televisione
- Fondazione Tancredi di Barolo
- Museo delle arti decorative - Fondazione Pietro Accorsi
- Museo di Storia Naturale Don Bosco e delle apparecchiature scientifiche[5] fi
- Museo Ettore Fico
- Museo diffuso della Resistenza, della deportazione, della guerra, dei diritti e della libertà
- Museo Francesco Faà di Bruno
- Museo Lavazza
- Museo nazionale del cinema
- Museo nazionale della montagna "Duca degli Abruzzi"
- Museo Nazionale del Risorgimento Italiano
- Museo Pietro Micca
- Museo storico Reale Mutua
- Museo naturalistico "Pietro Franchetti"[6]
- Palazzo Bricherasio
- Palazzo Falletti di Barolo
- Parco Arte Vivente - Centro sperimentale d'arte contemporanea
- Pinacoteca Giovanni e Marella Agnelli
- Reali tombe di Casa Savoia
- Museo del Grande Torino e della Leggenda Granata[7]
- Museo della Stregoneria contemporanea[8]